# Liste der Monuments historiques in Primelles
Die Liste der Monuments historiques in Primelles führt die Monuments historiques in der französischen Gemeinde Primelles auf.

## Liste der Bauwerke
| Bezeichnung       | Beschreibung              | Standort | Kennzeichnung | Schutzstatus | Datum | Bild           |
| ----------------- | ------------------------- | -------- | ------------- | ------------ | ----- | -------------- |
| Kirche St-Laurent | Erbaut im 12. Jahrhundert | (Lage)   | PA00096869    | Classé       | 1911  | weitere Bilder |

## Liste der Objekte
| Bezeichnung | Beschreibung          | Standort                        | Kennzeichnung | Schutzstatus | Datum | Bild |
| ----------- | --------------------- | ------------------------------- | ------------- | ------------ | ----- | ---- |
| Glocke      | Bronze, 1528 gegossen | in der Kirche St-Laurent (Lage) | PM18000307    | Classé       | 1943  |      |